# Czarny tulipan
Czarny tulipan (fr. La tulipe noire) – powieść Aleksandra Dumasa (ojca) z 1850 roku, której głównym bohaterem jest holenderski hodowca tulipanów, Korneliusz van Baerle, postanawiający wyhodować czarnego tulipana, co jeszcze nikomu się nie udało. Za to dokonanie przeznaczona jest nagroda 100 000 florenów. Akcja powieści toczy się w drugiej połowie XVII w., na terenie Niderlandów.
Powieść zaczyna się w roku 1672, kiedy to bracia Jan i Korneliusz de Witt zostali zamordowani przez pospólstwo Hagi. Korneliusz van Baerle jest synem chrzestnym Korneliusza de Witt, który przekazał swojemu chrześniakowi dokumenty mogące świadczyć o zdradzie stanu. Korneliusz, nie znając treści dokumentów, przechowuje je w swojej szufladzie, w której trzyma również cebulki tulipanów.
Jego sąsiadem jest Izaak Boxtel, również zapalony ogrodnik, który, dowiedziawszy się o sukcesie Korneliusza w postaci wyhodowania cebulek czarnego tulipana, staje się o to zazdrosny i szuka sposobności do wykradzenia cennych roślin. Okazja nadarza się w momencie przyjścia wiadomości o haskiej masakrze na dwóch sławnych braciach. Boxtel, wiedząc o depozycie złożonym w szufladzie Korneliusza, postanawia go zadenuncjować, w wyniku czego młody hodowca trafia do więzienia.
Do więzienia zabiera jednak ze sobą cebulki warte 100 000 florenów. Boxtel podąża w ślad za nim, aby mu je wykraść. Korneliusz w więzieniu poznaje Różę, piękną Fryzyjkę, która zakochuje się w nim (z wzajemnością) i postanawia pomóc mu w wyhodowaniu czarnego kwiatu. Kiedy wreszcie tulipan zakwita, Boxtel wykrada doniczkę z kwiatem i udaje się do Haarlemu, gdzie ma być wręczona nagroda dla wybitnego hodowcy. Róża rusza za nim, by ostatecznie stanąć przed księciem Wilhelmem, który rozwiązuje sprawę własności tulipana i przyczynia się do szczęśliwego zakończenia powieści.

## Inne
- W 1964 roku powstał film Czarny Tulipan z Alainem Delonem w roli głównej, bardzo luźno jednak związany z treścią książki.